# Lípa (kraj Wysoczyna)
Lípa – miejscowość i gmina (obec) w Czechach, w kraju Wysoczyna, w powiecie Havlíčkův Brod. W 2022 roku liczyła 1160 mieszkańców.